# Sensu
Il sensu (扇子?, Nihon kenchiku) è il ventaglio pieghevole giapponese, realizzato in una varietà di colori, stili e dimensioni. Il sensu è l’accessorio più iconico della cultura nipponica ed è simbolo di buona fortuna. 

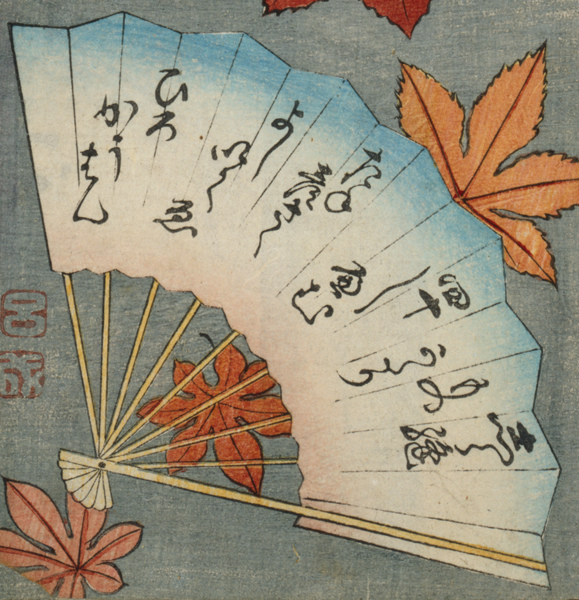
Incisione su legno di un sensu decorato con ideogrammi giapponesi e motivi floreali, autore sconosciuto, circa 1878.

## Tipologie
Sensu, anche sensu-gata o ōgi, in lingua giapponese significa letteralmente "ventaglio pieghevole", solitamente è realizzato in carta o stoffa su una cornice di bambù pieghevole con un l'angolo di apertura della ventola di circa 120° gradi nella norma, ma può variare dai 90° ai 180° gradi. I diversi tipi di sensu prendono il nome dalla zona in cui sono realizzati, quelli originari di Kyoto sono noti come kyo-sensu (京都センス), quelli prodotti a  Edo sono conosciuti come edo-sensu (江戸扇子), e così via. Tutti hanno in comune il kindami (ちょっとみ), un complesso processo di doratura che si compone di varie tecniche. All'interno di queste categorie regionali, esistono diversi tipi di sensu:

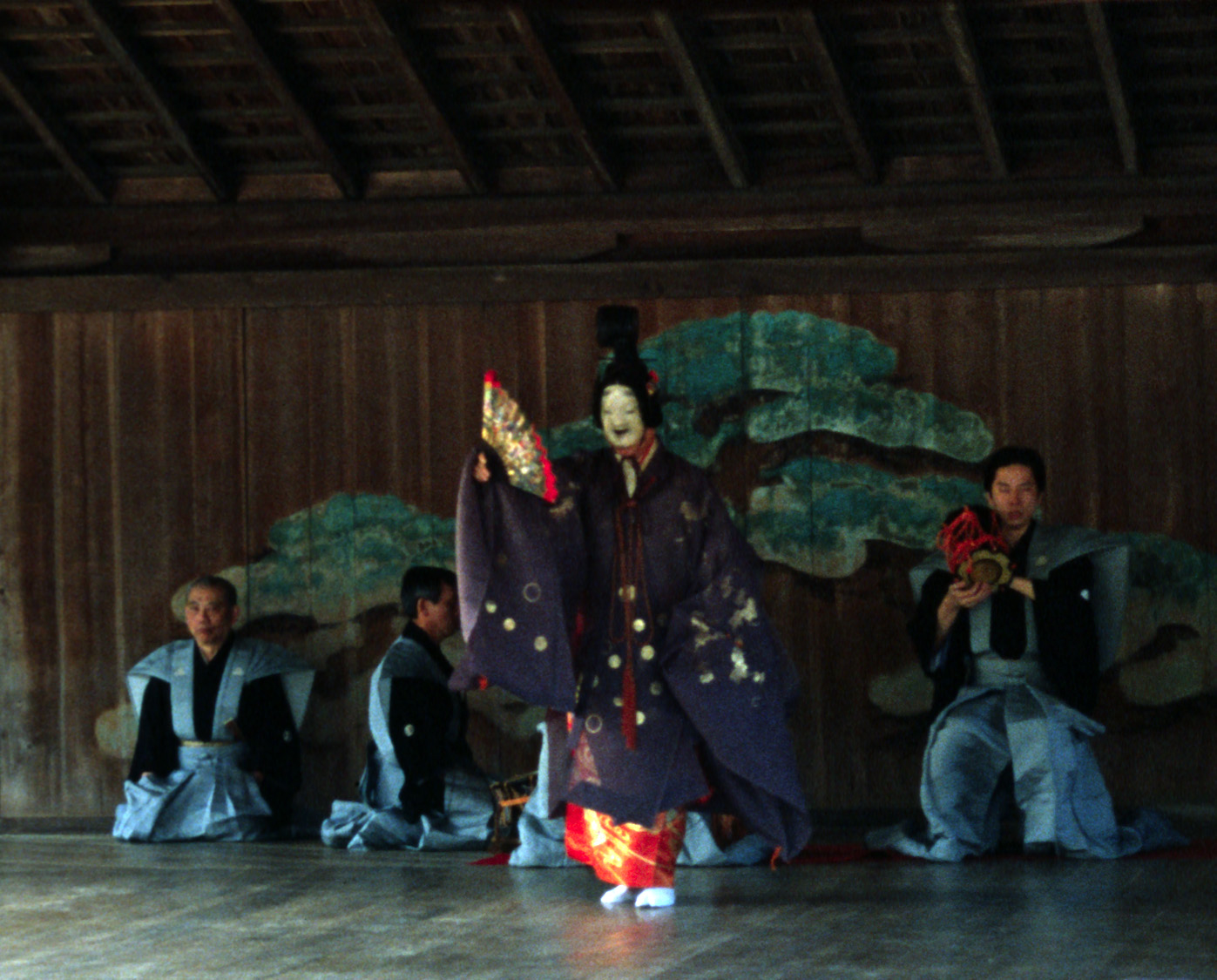
Sensu usato durante uno spettacolo noh nel Santuario di Itsukushima.

- Hi-ōgi (秘奥義) è il più antico stile di ventaglio pieghevole giapponese, utilizzato nelle cerimonie dai sacerdoti scintoisti e dalle nyobo  (女房)[4] dame della corte imperiale. È un ventaglio realizzato con sottili listelli di legno di  hinoki (ひのき) cuciti insieme con filo di seta. Gli hi-ougi sono spesso decorati con immagini naturalistiche di paesaggi, animali e vegetazione.
- Kawahori-sen (川堀千)[5] è un ventaglio di carta decorativa incollata su un lato ad una bacchetta di bambù molto in voga nel periodo Heian.
- Cha-sen (茶泉), o Chanoyu, è il tipico ventaglio del sado (茶の湯), la cerimonia del tè)[6] e viene usato come segna posto. Viene utilizzato in due diverse versioni: i cha-sen maschili misurano circa 18 cm, a motivi geometrici; i cha-sen femminili misurano circa 15 cm, a motivi floreali.
- Mai-ougi (舞王木)[7] è usato nelle danze e nel teatro[8] possono rappresentare vari oggetti domestici (penne, sigarette, portafogli, ecc.) come anche simboleggiare caratteristiche e sentimenti umani. Analogamente ad i cha-sen, ci sono anche in questi sottili differenze tra quelli maschile e quelli femminile, in particolare nei colori e nelle dimensioni. Di questo tipo sono, anche, i sensu del tou sen kyou (とうせんきょう)[9], un gioco di società tipico delle maiko (舞妓)[10].
- Gun-sen (軍扇) è un ventaglio di guerra[11] costituito da stecche di metallo fermate tra loro da bacchette di bambù ricoperte di lacca nera e seta; accessorio tipico dei samurai di alto rango. A differenza dei tessen (鉄扇), questi tipi di  sensu venivano usati dal leader militare in battaglia per rinfrescarsi, per impartire degli ordini visivi ai propri sottoposti e come arma di difesa personale. I gen-sen più classici presentavano su una faccia un sole dorato su fondo rosso, mentre sull’altra una luna rossa su fondo dorato. In alcuni casi per volere del committente le decorazioni potevano essere atipiche uscendo dagli schemi simmetrici di questo tipo di sensu, sempre rimanendo oggetti di particolare raffinatezza. I sensu per i kamon (家紋)[12] emblemi di famiglia, sono realizzati con lo stesso concetto stilistico dei gun-sen, ma con materiali di stoffa e legno.

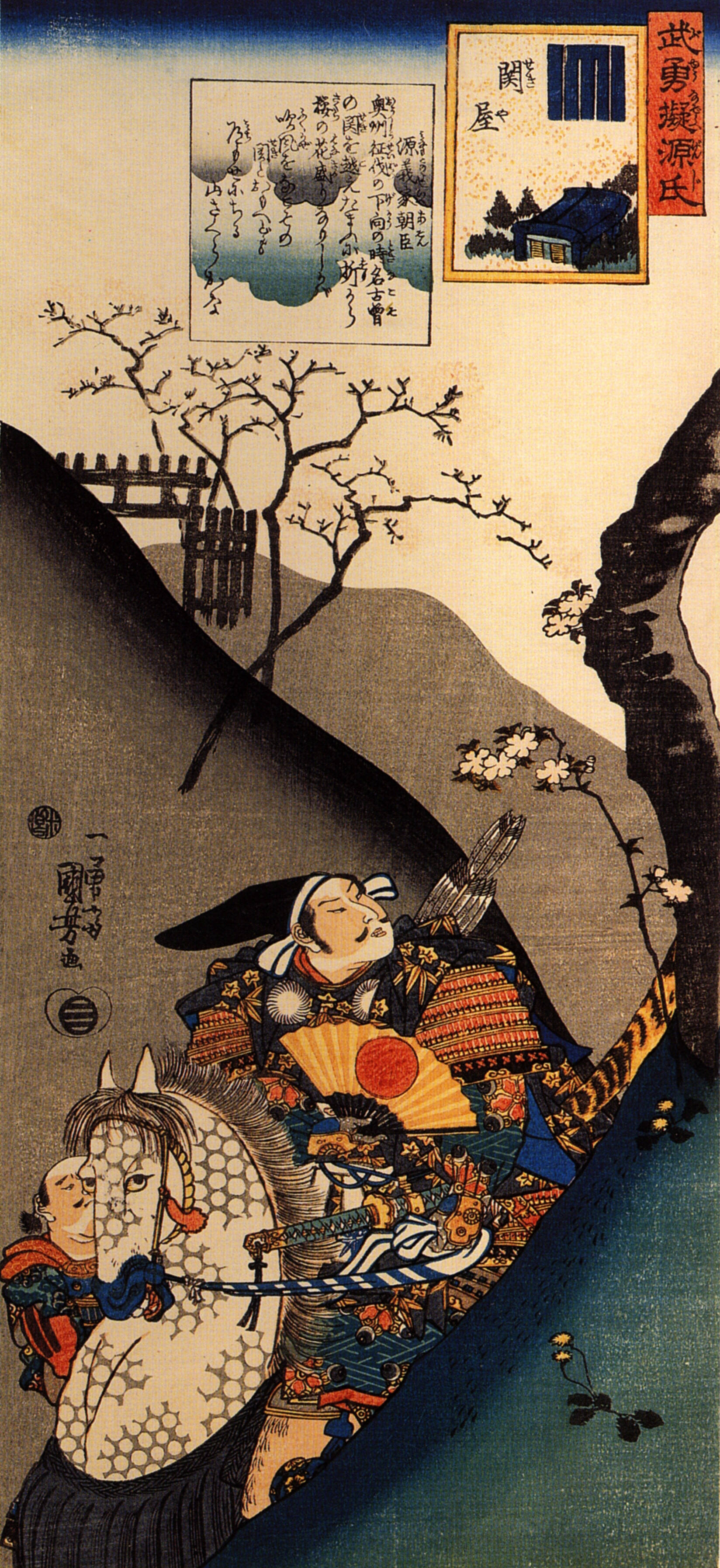
Minamoto no Yoshiie a cavallo in un'opera di Utagawa Kuniyoshi, 1846, tardo periodo Edo.

- Kinu-sen (キヌセン) è una variante moderna di sensu realizzata con tessuto elasticizzato.

## Sue-hirogari
Nella cultura nipponica, la forma di un sensu aperto rappresenta il sue-hirogari (すえひろがり) letteralmente "il più stretto alla fonte e il più ampio lontano" ossia il concetto visivo di prosperità. Per ciò un ventaglio pieghevole è considerato un oggetto di buon auspicio ed è d'obbligo in tutti gli eventi che indicano un punto di svolta nella propria la vita, durante i matsuri (祭) anche durante le cerimonie private (matrimoni, compleanni, funerali ecc.). Durante i rituali di purificazione come il furo (風呂) ed i goryo-e, poi, servono ad allontanare la sfortuna e le energie negative.

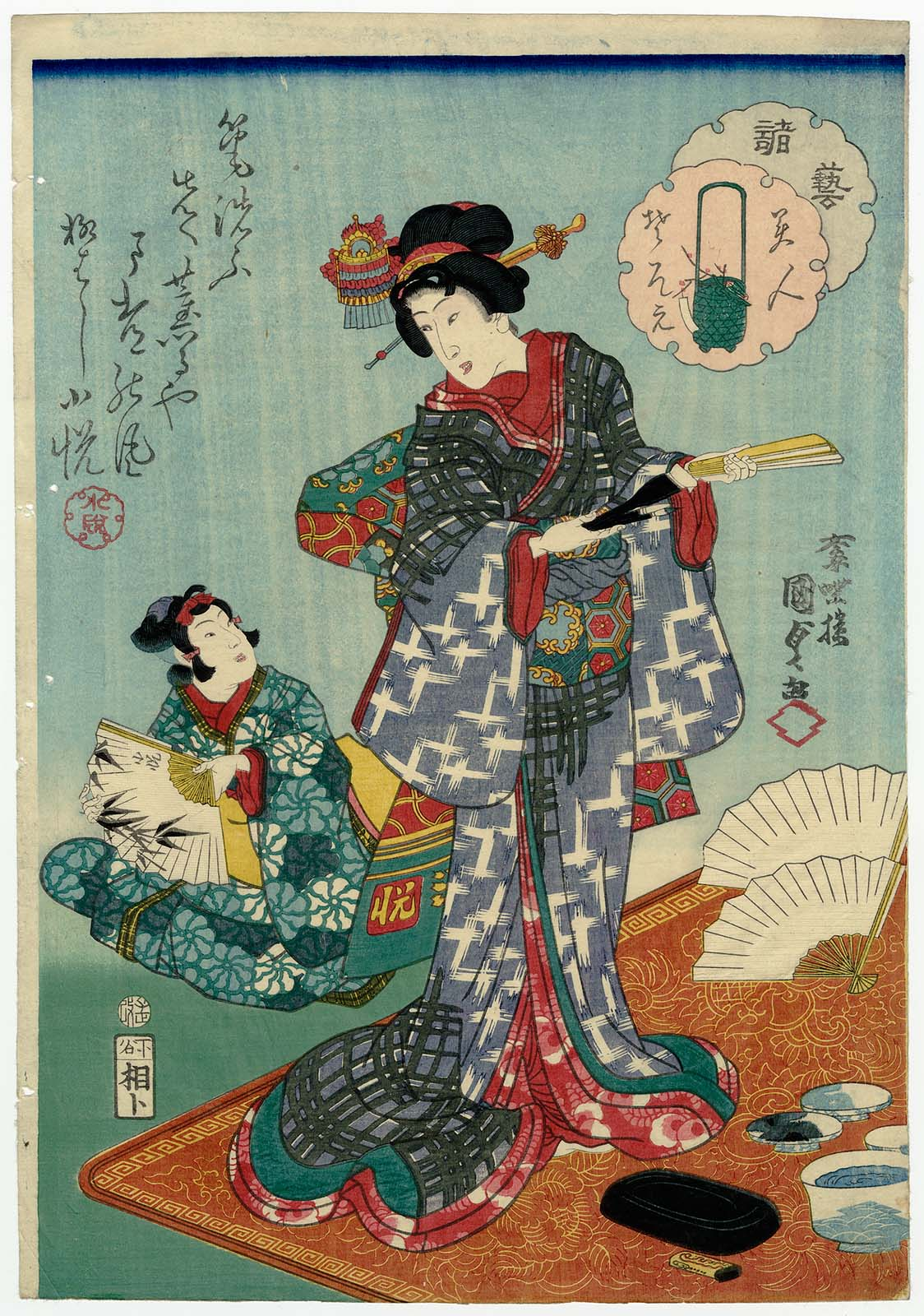
Realizzazione del sensu dipinto di Utagawa Kunisada II, dalla serie Shogei bijin zoroe ("Bellezze impegnate in varie arti"), tecnica nishiki-e (stampa da blocchi di legno) ad inchiostro su carta, 1864.

## Storia
Sebbene la data esatta dell'invenzione del ventaglio pieghevole rimanga sconosciuta, la prima testimonianza risale alla raffigurazione di sensu sulle pareti di alcune tombe del VI secolo d.C. durante il primo periodo Heian. Inizialmente, i ventagli erano accessori solo per gli aristocratici ed i samurai, servivano ad indicare la posizione sociale del proprietario. Questi erano realizzati in stile hi-ogi, con legno di cipresso giapponese e filo di seta, il numero di listelli di legno su ogni ventaglio indicava il rango e lo stato della persona che lo possedeva. Alla fine del periodo Heian, a seguito della grande richiesta, vennero perfino create delle leggi per limitarne l’uso a particolari classi sociali. La carta era un bene molto prezioso all'epoca, quindi monaci e funzionari pubblici scrivevano annotazioni sulle sottili strisce di legno dell’oggetto, spesso le strisce di legno erano unite insieme per formare una sorta di quaderno di legno a forma di semicerchio che da chiuso era facilmente trasportabile. In Giappone, esistono biblioteche con molti esempi di antichi sensu-libro che contengono informazioni importanti come regole, ordinanze del tribunale, annunci, calendari, preghiere, trascrizioni mediche, mappe e raccolte di poesie waka (和歌). Durante la metà del periodo Heian, l'uso della carta iniziò a diffondersi ed i sensu divennero accessori di classe dai diversi scopi, si iniziò a dipingerli e renderli sempre più raffinati e personalizzati, usati da tutta la classe nobiliare di entrambi i sessi. I kawahori-sen divennero i tipici ventagli estativi, mentre gli hi-ogi venivano impiegati durante l'inverno. Oltre per rinfrescarsi, il sensu iniziò ad avere molteplici usi, poteva essere usato come taccuino, segnaposto, porta fiori o come semplice tappettino su cui sedersi in ambienti esterni.
Negli archivi ufficiali cinesi della dinastia Song (960-1279) è documentato che un monaco giapponese di nome Chonen fu il primo a donare dei ventagli pieghevoli all'imperatore della Cina Zhou Zhaowang nel 988, da qui il sensu raggiunse prima la Corea nell'XI secolo e si diffusero nel XIV anche nel resto del mondo con la via della seta. Nel XV secolo, durante il periodo Edo, la produzione di sensu divenne una vera forma d’arte e l'area di Kyoto si riempì di fabbriche e botteghe di artigiani sempre più specializzati. Quando nel 1854, il Giappone riaprì i suoi confini al commercio diretto con l'Occidente il successo dell’artigianato giapponese fu clamoroso, il giapponismo influenzò l’intera società europea per decenni ed il sensu ne fu un protagonista d'eccellenza. 

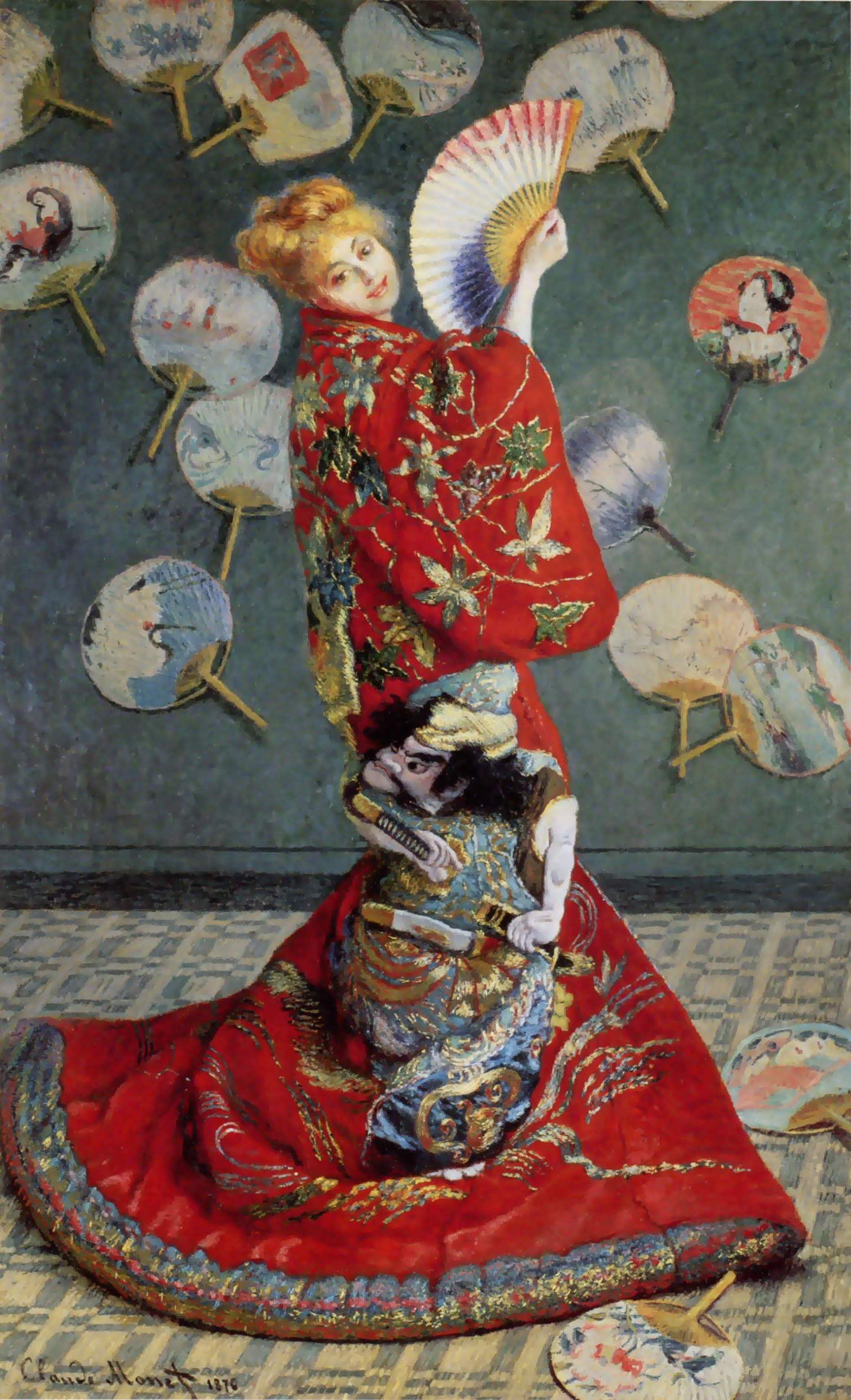
Camille col costume giapponese dipinto ad olio di Claude Monet del 1876, Museum of Fine Arts (Boston)

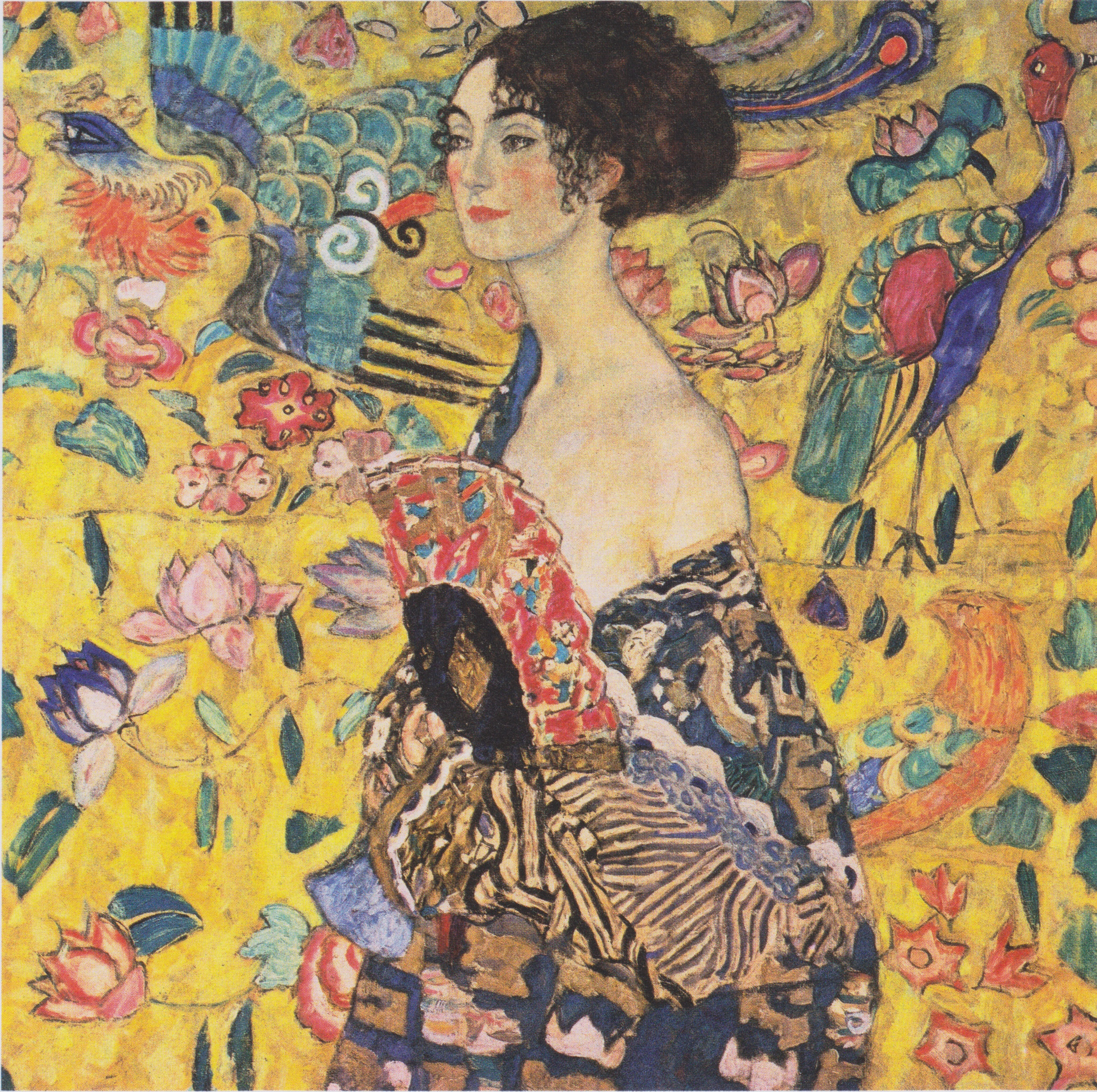
Dama con ventaglio, 1917/18, dipinto ad olio di Gustav Klimt.

## Norme di galateo
Nel protocollo cerimoniale giapponese il corretto utilizzo del sensu è fondamentale. Infatti, tuttora, i giapponesi delegano al ventaglio pieghevole la manifestazione silenziosa delle sfumature più segrete delle loro tradizioni. Tra gli schemi comportamentali più classici, il saluto ha molti passaggi con il sensu, tra cui:
- se ci si saluta stando seduti, in un ambiente chiuso, si porta il sensu a livello del cuore, delineando così un "confine rituale"[24] costituito dal ventaglio messo in primo piano in segno di rispetto;
- stando in piedi, ci si saluta portando il sensu al livello della pancia con entrambe le mani in segno di modestia e gratitudine.

## Galleria d'immagini

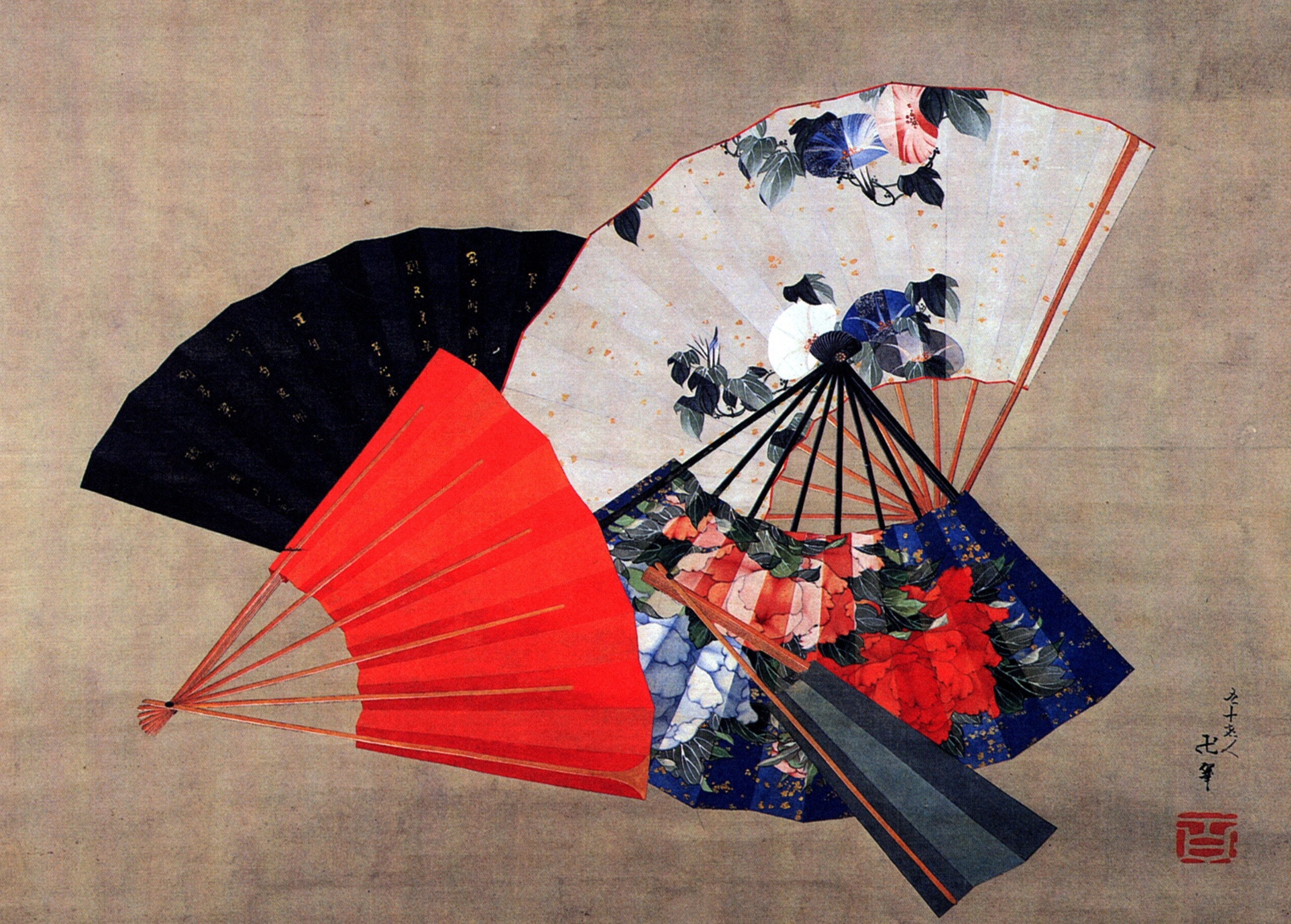
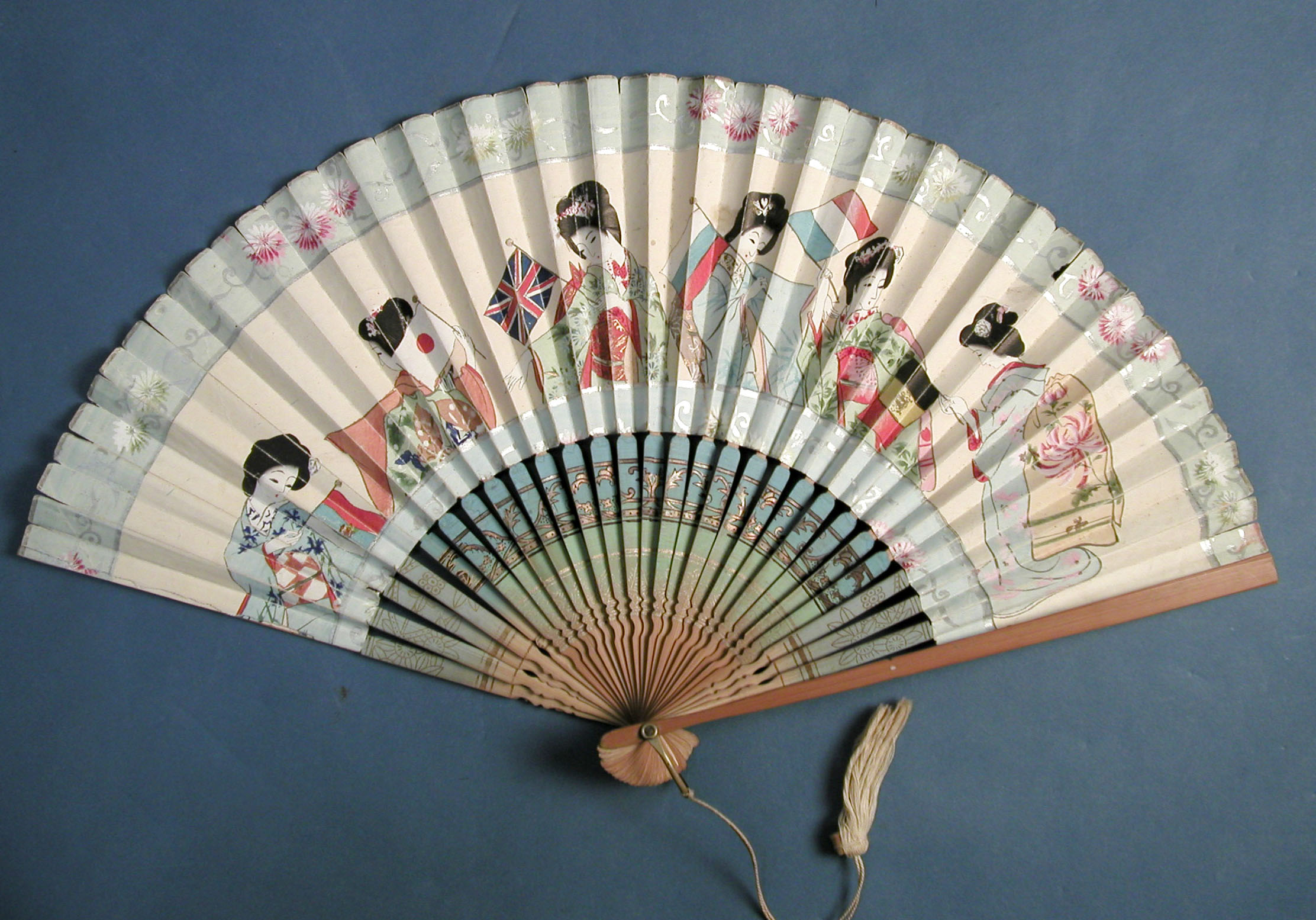
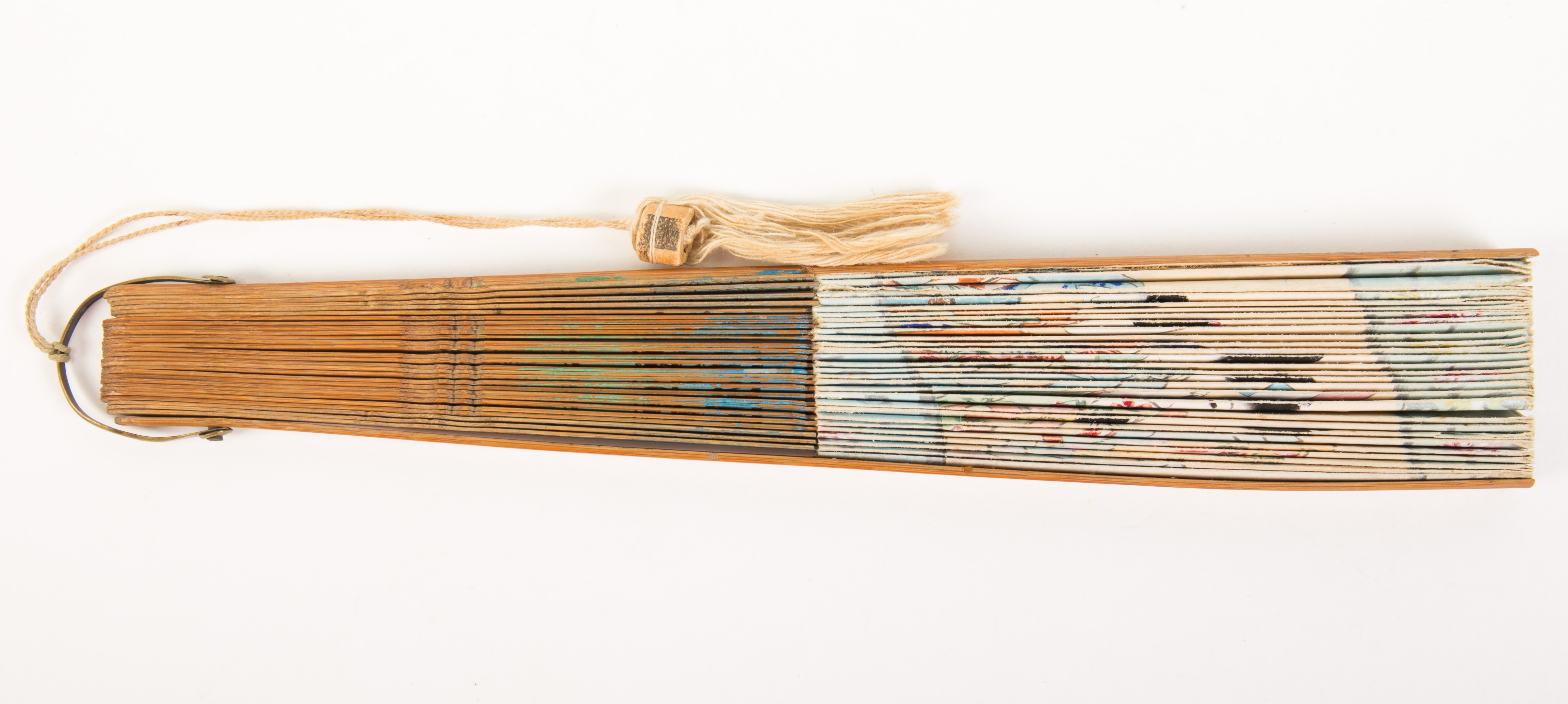
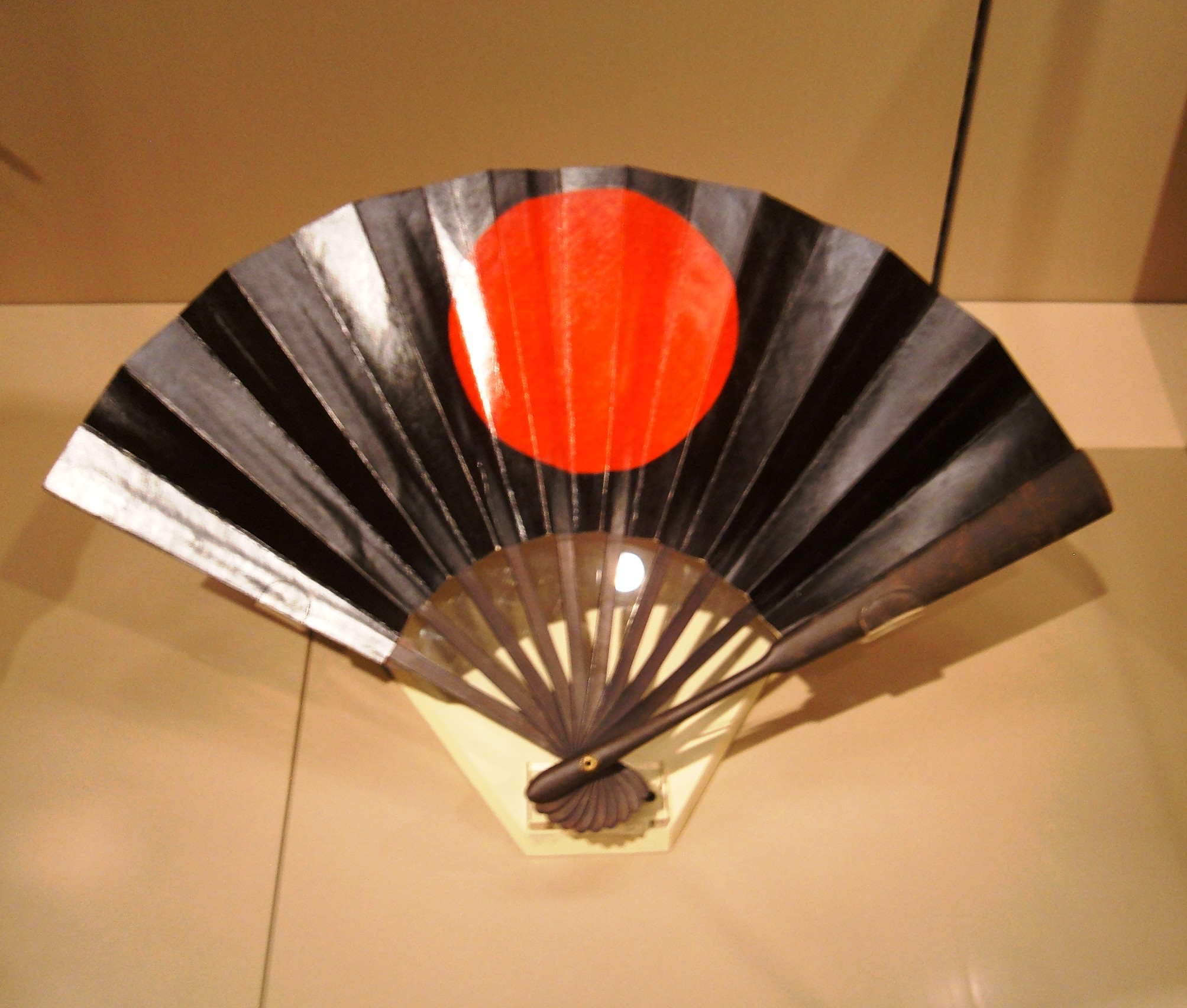
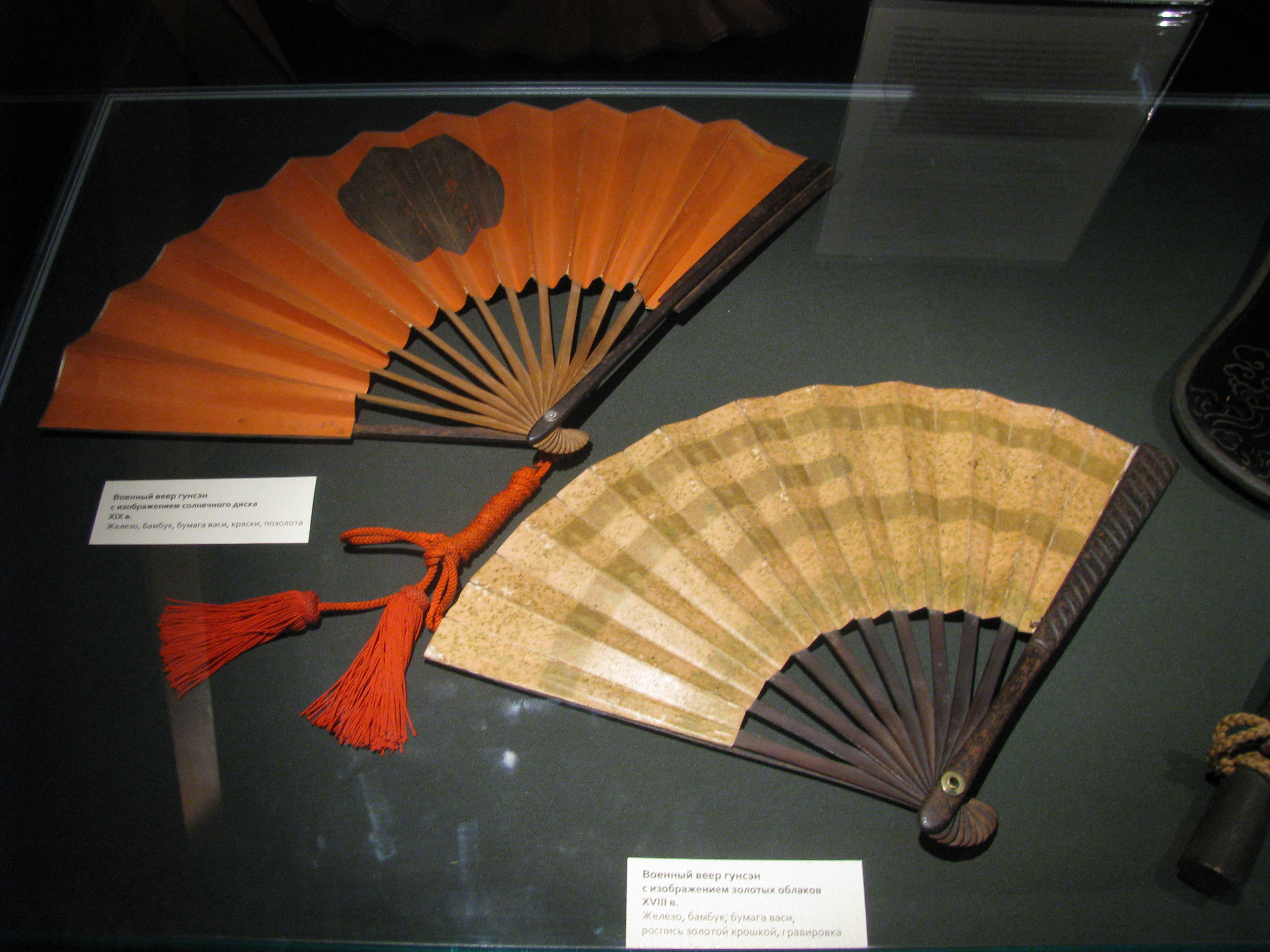
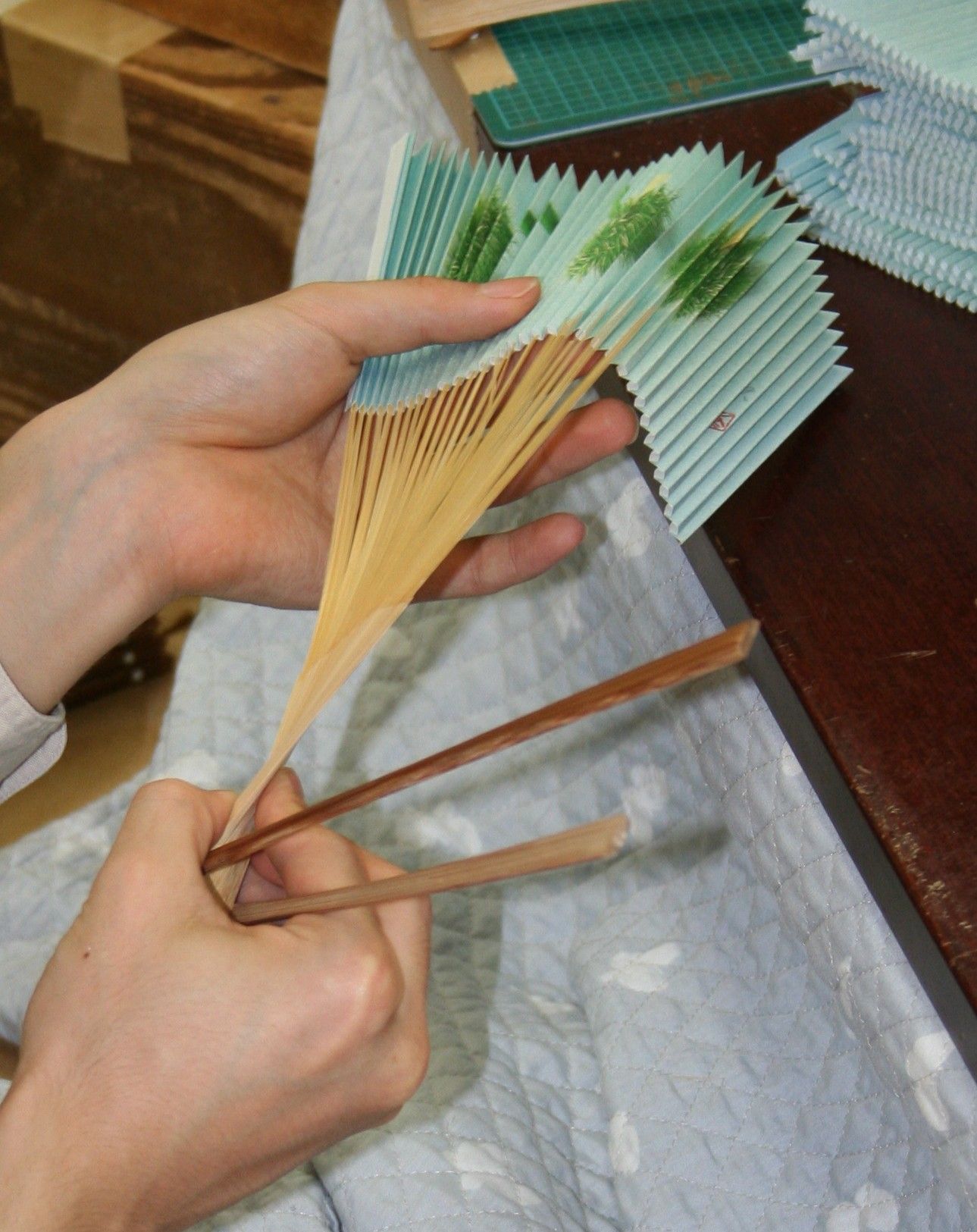